# Grignolino
La grignolino es una uva tinta italiana usada sobre todo en el Piamonte. Produce un vino poco coloreado y rosado con muchos aromas a frutas, taninos y una importante acidez. El nombre grignolino deriva de la palabra grignole, que significa "muchas pepitas" en el dialecto piamontés de la provincia de Asti. La abundancia de semillas contribuye al fuerte sabor y a la amargura tanínica asociada a este vino. Los productores modernos han intentado evitar el exceso de taninos con una prensa lenta y cuidadosa. La grignolino se encuentra en dos Denominaziones di Origine Controllatas (DOC), la de Asti y la de Monferrato Casale.

## Historia
Los ampelógrafos creen que la uva es nativa de las colinas de Monferrato, localizadas entre las ciudades de Asti y Casale. El nombre grignolino deriva de la palabra grignole, que significa "muchas pepitas" en el dialecto de la región.

## Vinos
Los productores de la región de Asti intentan imitar con grignolino a los vinos de Beaujolais y a los vinos hechos de dolcetto en la provincia de Cuneo. Este vino tiene un cuerpo ligero, poco color y están hechos para ser consumidos jóvenes, mientras que se envejecen en las barricas los vinos de nebbiolo y barbera. Aunque estas uvas producen un vino con relativamente poco alcohol (en torno al 11-12 %), tiene una cantidad significativa de taninos debido a la abundancia de pepitas o semillas. Los productores modernos usan técnicas para intentar minimizar la cantidad de taninos utilizando una prensa lenta y cuidadosa. Los vinos hechos de grignolino pueden tener una apreciable fortaleza y acidez, así como un aroma afrutado.
La grignolino es muy propensa a mutar, habiéndose creado una cantidad significativa de variaciones clónicas. Estos diferentes clones de grignolino pueden impartir diferentes aromas y sabores que van del verde herbal, con notas a hojas y a caldo de verduras, a sabores a frambuesa y a otras frutas. La uva también refleja muy bien su terruño y los diferentes tipos de suelos de viñedos donde se planta. La uva grignolino también es propensa al millderandage, con racimos (o incluso algunas uvas en un racimo concreto) en diferentes estados de madurez. La severidad del millderandage varía de un año a otro y puede afectar a la calidad y a los rendimientos totales de una vendimia.

## Regiones vinícolas
La grignolino se ha plantado, sobre todo, en la provincia de Asti del Piamonte y no es frecuente encontrarla fuera de esta región. Una de las excepciones más notables es la del productor californiano Heitz Wine Cellars (Bodegas de Vino de Heitz), que ha plantado una cantidad limitada en sus viñedos del valle de Napa. La grignolino es usada en Guglielmo Winery, de Morgan Hill, en valle de Santa Clara. Guglielmo produce un vino seco rosado y también vino tinto, ambos 100 % grignolino.

## Sinónimos
La grignolino también es conocida bajo los sinónimos: arlandino, balestra, barbesino, barbesinone, barbezina, barbisone d'Espagne, barbosina de Bologne, girodino, girrodino, grignolino comune, grignolino fino nero, grignolino grosso nero, grignolino rosato, grignolino rosso, grugnolino, grugnolino pisano, nebbiolo rosato, neretto di marengo, pollasecca, rosetta, rossello, rossetto, rossetto cites y verbesino.